# Gà lôi
Gà lôi (hay còn gọi là gà lôi đỏ) là một số chi trong họ Phasianinae, thuộc Họ Trĩ trong bộ Gà. Gà lôi có đặc điểm dị hình lưỡng tính mạnh mẽ, con trống có màu sắc sáng với đuôi dài và mào. Con trống thường lớn hơn con mái và có đuôi dài hơn. Con trống đóng một phần trong việc nuôi con. Gà lôi thường ăn hạt và một số côn trùng. Loài nổi tiếng trong nhóm này là loài trĩ đỏ, phân bố rộng khắp trên thế giới trong hoang dã lẫn chăn nuôi.

## Phân loại

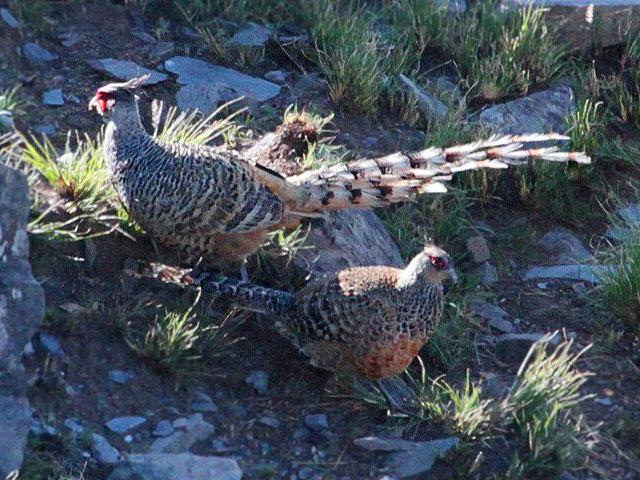
Cặp gà lôi ở Himalaya, Ấn Độ.

Danh sách này được liệt kê hiển thị mối quan hệ được giả định giữa các loài.
Chi Argusianus
- Argusianus argus
- Argusianus bipunctatus

Chi Catreus
- Catreus wallichii

Chi Chrysolophus
- Chrysolophus amherstiae
- Chrysolophus pictus

Chi Crossoptilon
- Crossoptilon auritum
- Crossoptilon crossoptilon
- Crossoptilon harmani
- Crossoptilon mantchuricum

Chi Ithaginis
- Ithaginis cruentus

Chi Lophura
- Lophura bulweri
- Lophura diardi: Gà lôi hông tía
- Lophura edwardsi: Gà lôi lam mào trắng
- Lophura erythrophthalma
  - L. e. erythrophthalma
  - L. e. pyronota
- Lophura hatinhensis: Gà lôi lam đuôi trắng
- Lophura hoogerwerfi
- Lophura ignita
  - L. i. ignita
  - L. i. macartneyi
  - L. i. nobilis
  - L. i. rufa
- Lophura imperialis: Gà lôi lam mào đen
- Lophura inornata
- Lophura leucomelanos
  - L. l. leucomelanos
  - L. l. crawfurdi
  - L. l. hamiltoni
  - L. l. lathami
  - L. l. lineata
  - L. l. melanota
  - L. l. moffitti
  - L. l. oatesi
  - L. l. williamsi
- Lophura nycthemera: Gà lôi trắng
- Lophura swinhoii

Chi Phasianus (Chi Trĩ)
- Phasianus colchicus: Trĩ đỏ
  - Nhóm P. c. colchicus
  - Nhóm P. c. chrysomelas/principalis
  - P. c. principalis
  - Nhóm P. c. mongolicus
  - Nhóm P. c. tarimensis
  - Nhóm P. c. torquatus
  - P. c. formosanus
- Phasianus versicolor

Chi Polyplectron (Chi Gà tiền)
- Polyplectron bicalcaratum: Gà tiền mặt vàng
- Polyplectron chalcurum
- Polyplectron germaini: Gà tiền mặt đỏ
- Polyplectron inopinatum
- Polyplectron katsumatae
- Polyplectron malacense
- Polyplectron napoleonis
- Polyplectron schleiermacheri

Chi Pucrasia
- Pucrasia macrolopha

Chi Rheinardia (Trĩ sao)
- Rheinardia ocellata: Trĩ sao

Chi Syrmaticus
- Syrmaticus ellioti
- Syrmaticus humiae
- Syrmaticus mikado
- Syrmaticus reevesii
- Syrmaticus soemmerringii